# إبراهيم بن حمدان التغلبي
إِبراهِيم بِنُ حَمْدَانِ بْنُ حَمْدُونِ التَغلِبي (توفي عام 920/1) كان عضوًا مبكرًا في الأسرة الحمدانية وخدم في الدولة العباسية كحاكم إقليمي.
ظهر لأول مرة خلال عام 908، عندما كان شقيقه الحسين متورطًا في محاولة اغتصاب الخلافة لابن المعتز الفاشلة وطاردته الحكومة العباسية. ظل إبراهيم مع بقية إخوة الحسين مخلصين للعباسيين، وتفاوض على العفو عن الحسين، الذي أُعيد إلى الخدمة العباسية. خلال ثورة أخرى للحسين في 914-915، اُشتبه في تورط إبراهيم وسُجن لفترة وجيزة مع شقيقه الآخر عبد الله. أُطلق سراحه بعد ذلك وتم تعيينه واليًا لمنطقة الجزيرة الفراتية في ديار ربيعة عام 919/20. وتوفي في العام التالي، وخلفه أحد إخوته داود.